# بزن بریم (آلبوم پیتبول)
بزن بریم (به اسپانیایی : Dale)، عنوان نهمین آلبوم استودیویی و دومین آلبوم اسپانیایی رپر کوبایی-آمریکایی، پیتبول است که در تاریخ ۱۷ ژوئیه ۲۰۱۵ توسط شرکت های آر سی ای، مستر ۳۰۵، پالاگراندز و سونی موزیک منتشر شد. این آلبوم پنج سال پس از آلبوم اسپانیایی قبلی خود یعنی آرماندو منتشر شد.

## تک‌آهنگ‌ها
| شماره | نام | نویسنده(ها)                                                                                                   | تهیه‌کنندگان                      | مدت  |
| ----- | --- | --- | -------------------------------- | ---- |
| ۱.    | «فکر کردن (راستشو بگو) (Piensas (Dile la Verdad))» (به همراهی گنته د زونا)                                 | آرماندو پرز، خوزه گارسیا، خورخه گومز، اورتون بونر، الکساندر دلگادو، رندی مالکوم، مایکل کالدرون                |                                  | ۳:۴۶ |
| ۲.    | «همانطور که دادم (رمیکس از آهنگ دون مییگوئلو) (Como Yo Le Doy)»                                            | |                                  | ۴:۲۲ |
| ۳.    | «تاکسی (El Taxi)» (به همراهی سنساتو و عثمانی گارسیا)                                                       | عثمانی گارسیا، آرماندو پرز، ویلیام رینا، خوزه گارسیا، خورخه گومز، اورتون بونر، جان تیلور، دانبر، الیور ویلز   |                                  | ۴:۰۹ |
| ۴.    | «من بیشتر می خوام (اگر عاشق شدی)(تک آهنگ اثر گنته د زونا به همراهی پیتبول (Yo Quiero (Si Tu Te Enamoras))» | |                                  | ۳:۲۸ |
| ۵.    | «جشن (El Party)» (به همراهی میچا)                                                                          | |                                  | ۳:۵۵ |
| ۶.    | «عزیزم (Mami Mami)» (به همراهی فوئگو)                                                                      | |                                  | ۳:۳۲ |
| ۷.    | «بدترین دختر شهر (Baddest Girl In town)» (به همراهی ماهامبی و ویسین)                                       | آرماندو پرز، میکا موپوندو، الکساندرو کوتوی، ماهامبی موپوندو، خوآن لویس مورنا (ویسین)، خوزه گارسیا، خورخه گومز | الکساندرو کوتوی، ماهامبی موپوندو | ۳:۰۳ |
| ۸.    | «چی چی، بون بون (Chi Chi Bon Bon)» (به همراهی عثمانی گارسیا)                                               | |                                  | ۳:۳۷ |
| ۹.    | «سر و صدا کن (Haciendo Ruido)» (به همراهی ریکی مارتین)                                                     | |                                  | ۳:۰۸ |
| ۱۰.   | «بنوش (Hoy se bebe)» (به همراهی فاروکو)                                                                    | |                                  | ۳:۳۶ |
| ۱۱.   | «بیشتر از این نمیتونم (No Puede Mas)» (به همراهی یاندل)                                                    | |                                  | ۳:۴۵ |
| ۱۲.   | «که آنچه (Que Lo Que)» (سنساتو به همراهی پیتبول، پاپایو و ال چوو)                                          | |                                  | ۳:۴۳ |